# Општина Кишлаз (Бихор)
Кишлаз (рум. Chişlaz) општина је у Румунији у округу Бихор.
Oпштина се налази на надморској висини од 130 m.